# Боласи, Янник
Янни́к Боласи́ (фр. Yannick Bolasie; род. 24 мая 1989[…], Лион) — конголезский футболист, полузащитник клуба «Крузейро». Выступал за сборную ДР Конго.

## Клубная карьера
Боласи начал карьеру в 16 лет в молодёжном составе клуба Второй лиги Англии «Рашден энд Даймондс», в котором провёл 4 месяца, после чего перешёл в команду Южной лиги «Хиллингдон Боро», где также надолго не задержался. В 2007 году Янник заключил контракт с мальтийской «Флорианой», за которую отыграл весь сезон. Клуб занял 5-е место в премьер-лиге.
В 2008 году полузащитник подписал двухлетнее соглашение с представителем английского чемпионшипа «Плимутом», но закрепиться в основе не смог и был практически сразу отдан в аренду сначала в тот же «Рашден энд Даймондс», а в январе 2009 года — в «Барнет», выступавший во Второй лиге. В лондонском коллективе Боласи отыграл ровно год (выходил на поле в 48 играх во всех турнирах, забил 5 мячей). 13 февраля 2010 года Боласи дебютировал в «Плимут Аргайл» в матче против «Барнсли», выйдя на замену на 54-й минуте; двумя месяцами позже контракт с футболистом был продлён ещё на год. Несмотря на переход команды в Первую лигу, он решил остаться в «Плимуте», однако сезон 2010/11 клуб Питера Рида провёл ещё хуже, опустившись во Вторую лигу. Всего за «Плимут Аргайл» Боласи провёл 54 игры, забил 8 голов.
6 июня 2011 года хавбек был продан в «Бристоль Сити» (срок действия договора составил 2 года). Первый и, как впоследствии выяснилось, единственный мяч в составе коллектива Дерека Макиннеса забил 9 апреля 2012 года во встрече с «Ковентри Сити» (3:1). По результатам голосования болельщиков был признан лучшим молодым игроком года в «Бристоле». Покинул клуб по окончании сезона 2011/12 по собственной инициативе, так как хотел вернуться в Лондон.
Таким образом, в августе 2012 года конголезец перешёл в «Кристал Пэлас», подписав трёхлетнее соглашение (сумма трансфера неизвестна). В регулярном чемпионате команда Иана Холлоуэя стала пятой, а в плей-офф обыграла «Брайтон энд Хоув Альбион» (2:0 по сумме двух матчей) и «Уотфорд» (1:0), завоевав путёвку в премьер-лигу. Дебют Боласи в высшем дивизионе английского футбола состоялся только 5 октября 2013 года в игре седьмого тура против «Ливерпуля» (1:3, заменил Маруана Шамаха на 68'). В сезоне 2013/14 уже под руководством Тони Пьюлиса «орлам» удалось за полгода подняться в турнирной таблице чемпионата с 19-й позиции на 11-ю.
После первого тура английской Премьер-лиги сезона 2016/17 Боласи подписал 5-летний контракт с «Эвертоном».
В августе 2018 года перешел в «Астон Виллу» на правах годичной аренды, однако в январе вернулся в «Эвертон».
В январе 2019 года Боласи перешёл в ФК «Андерлехт» на правах аренды.

## Карьера в сборной
Боласи мог представлять на международном уровне Францию, Англию или Демократическую Республику Конго, так как он родился в Лионе, проживает в Англии с семи месяцев и имеет гражданство ДРК, где родились его мать и отец. В январе 2013 года полузащитник получил вызов в сборную ДРК для участия в Кубке африканских наций, но отверг это предложение, решив сосредоточиться на работе в клубе. 24 марта 2013 года Янник провёл первый матч за команду Демократической Республики Конго против сборной Ливии в рамках отборочного турнира чемпионата мира 2014 (0:0). На мундиаль обе команды не попали, уступив первую строчку в группе камерунцам.